# Алі III (ширваншах)
Алі III (д/н — 1050) — 14-й ширваншах в 1049—1050 роках.

## Життєпис
Походив з династії Кесранідів. Син ширваншаха Алі II. При народженні отримав ім'я Бухт Нассар Алі. Ймовірно, через молодість після смерті батька 1043 року не став правителем, а трон посів стрийко Кубад. Лише після його смерті 1049 року став ширваншахом.
Невдовзі був повалений іншим стрийком Саларом. Зміг втекти, але 1050 року біля Байлакану зазнав поразки, потрапив у полон й був страчений.